# پادشاه سجونگ بزرگ
پادشاه سجونگ بزرگ (۱۵ مه ۱۳۹۷ – ۸ آوریل ۱۴۵۰ میلادی) چهارمین پادشاه خاندان چوسان و پسر سوم پادشاه ته‌جونگ بوده‌است که پس از خلع شدن برادر بزرگترش جائه از ولیعهدی، به این مقام رسید. در چهار سال اول سلطنتش، پدرش تائجونگ در مقام نایب السلطنه امور کشور را اداره می‌کرد. سجونگ در دوران سلطنتش به تقویت اندیشه‌های کنفسیوسی پرداخت و اصلاحات حقوقی عمده‌ای را اجرا کرد. همچنین تا قبل از او در چوسان از الفبای چینی استفاده می‌شد تا این که او الفبای کره‌ای (هانگول) را اختراع کرد. سجونگ علاوه بر این کارها و تلاش‌هایش برای رفاه اجتماعی، علی‌رغم مخالفت نجیب‌زادگان و اشراف دربار، دانشمندانی همچون جانگ یونگ شیل را برای پیشرفت فناوری‌های علمی چوسان تشویق کرد. همچنین او ارتشی را به شمال اعزام کرد و تلاش‌های زیادی برای جلب مهاجران به چوسان کرد. علاوه بر این‌ها در جنوب مهاجمان ژاپنی را شکست داد و جزیره تسوشیما را به تصرف خود درآورد.

## اوایل زندگی
سجونگ سومین پسر شاه تجونگ در ۱۵ مه سال ۱۳۹۷ میلادی به دنیا آمد. سجونگ به عنوان یک شاهزاده جوان در مباحث مختلف مهارت زیادی داشت و پدرش شاه تجونگ او را از دو برادر بزرگترش بیشتر دوست داشت. با توجه به این که سجونگ پسر سوم تجونگ بود، رسیدن او به تاج و تخت منحصر به فرد و بی‌نظیر بود. بزرگ‌ترین پسر تجونگ یانگنیونگ در سال ۱۴۰۴ به عنوان ولیعهد انتخاب شد ولی به خاطر خوشگذرانی‌های بیش از حدش از ولیعهدی عزل شد، با این حال برخی بر این باورند که یانگیونگ به نفع برادر کوچکترش از ولیعهدی استعفا داد. پس از برکناری یانگیونگ از ولیعهدی، وزرای دربار مخالفان حذف یانگنیونگ را اعدام کردند و سرانجام در سال ۱۴۱۸ با توجه به این که پسر دوم تجونگ علاقه‌ای به سلطنت نداشت، تجونگ، سجونگ را به عنوان ولیعهد برگزید. با این حال درک متفاوت سجونگ از سیاست و هوش و خلاقیت او در اداره امور تا سال ۱۴۲۲ یعنی مرگ پدرش تجونگ آشکار نشد.

## دستاوردها

### انجام امور بر اساس اندیشه‌های کنفسیوس
شاه سجونگ با انتصاب افرادی از طبقات مختلف و پایین اجتماعی به عنوان کارمندان دولت تغییراتی اساسی در ساختار دولت به وجود آورد، با این حال او رویدادهای رسمی دولت را با توجه به اندیشه‌های کنفسیوس انجام می‌داد، همچنین مردم را به رفتار کردن بر اساس آیین کنفسیوس تشویق می‌کرد و چندین کتاب دربارهٔ اندیشه‌های کنفسیوس نشر کرد، در نتیجه آیین کنفسیوس به یک هنجار اجتماعی تبدیل شد. او در ابتدا او راهبان بودایی از تبلیغ کردن دینشان در پایتخت منع کرد و از قدرت و ثروت سران این دین به شدت کم کرد اما بعدها با ساختن معابد بودایی و پذیرش این دین کار خود را جبران کرد.

### سیاست خارجی
سجونگ با دودمان مینگ در چین روابط بسایر خوبی برقرار کرد که برای چوسان سود بسیار زیادی داشت. همچنین برای جلوگیری از حمله جورجی‌ها در شمال کره ارتشی را به آنجا اعزام کرد. علاوه بر این‌ها روابط خوب کشورش با ژاپن را حفظ کرد و برای رونق تجارت بین این دو کشور سه بندر را ایجاد کرد اما مدتی بعد به خاطر غارتگری‌های دزدان دریایی ژاپنی در دریای جنوب به جزیره تسوشیما که مقر خوبی برای دزدان دریایی بود حمله کرد و آن جا را تصرف کرد.

### تقویت ارتش چوسان
شاه سجونگ در زمینه ارتش برنامه‌ریزی‌های مؤثری داشت. او قوانین و مقررات نظامی مختلفی را برای برقراری امنیت در امپراتوری اش وضع کرد. همچنین او بسیار برای پیشرفت ارتش چوسان مشتاق بود و از فناوری‌های مختلف نظامی پشتیبانی می‌کرد. این فناوری‌ها شامل توپ‌های جنگی نیز می‌شد، همچنین در این زمان انواع مختلف تیرها و گلوله پرت کن‌های آتشین برای استفاده با باروت آزمایش شدند و مورد استفاده قرار گرفتند. در مه سال ۱۴۱۹ شاه سجونگ تحت مشاوره‌های پدرش تجونگ ارتشی را به شرق اعزام کرد. هدف این لشکرکشی سرکوب کردن دزدان درایی غارتگر ژاپنی بود. در این لشکرکشی، ۲۴۵ ژاپنی در برابر ۱۸۰ کره‌ای کشته شدند همچنین ۱۱۰ ژاپنی نیز به اسارت گرفته شدند. در این نبرد ۸ کره‌ای و ۱۴۶ چینی که قبلاً ربوده شده بودند آزاد شدند. در سپتامبر ۱۴۱۹ آتش‌بس اعلام شد و ارتش کره بازگشت، اما پیمان «گهای» که صلح نهایی را بین دو کشور برقرار می‌کرد در سال ۱۴۴۳ بسته شد. طی این قرار داد جزیره تسوشیما متعهد می‌شد که سالانه به پادشاه چوسان خراج دهد و در عوض دربار چوسان امتیازاتی در زمینه تجارت به ژاپن می‌داد.
در سال ۱۴۴۳، سجونگ ژنرال برجسته کره ای، کیم جانگ سو را برای سرکوب کردن جورجی‌ها به شمال فرستاد. در نهایت ارتش ژنرال کیم ۴ قلعه را در شمال فتح کرد و امپراتوری چوسان را رود سونگ هوآ گستراند. سپس برای حفاظت از مردم در برابر جورجی‌ها ۴ قلعه دیگر ساخته شد.

### علم و تکنولوژی
سجونگ به پیشرفت علم و تکنولوژی بسیار اهمیت می‌داد. او دنبال راهی بود که کشاورزان بتوانند محصولات بیشتری کشت کنند، به همین دلیل تصمیم گرفت که کتابی راهنما برای کشاورزان گردآوری کند تا با توجه به آن محصولات بیشتری کشت کنند، این کتاب شامل اطلاعاتی دربارهٔ شیوه‌های مختلف کشت کردن در نواحی مختلف بود که به دستور سجونگ توسط محققان جمع‌آوری شده بود. در زمان حکومت سجونگ، جانگ یونگ شیل به دانشمندی برجسته تبدیل شد. جانگ یونگ شیل فردی از طبقات پایین جامعه بود اما ذهنی خلاق و باهوش داشت. تجونگ، پدر سجونگ متوجه این استعداد شد و در او را در اداره نجوم استخدام کرد. پس از مدتی به خاطر لیاقتی که از خود نشان داد به مقام‌های بالاتری دست یافت. اشراف و نجیب‌زادگان دربار به خاطر این که دادن مقام به یک برده و همچنین دادن منابع مالی به او برای ساخت اختراعاتش مخالفت‌های زیادی نشان دادند اما شاه سجونگ به خاطر مهارت‌های جانگ یونگ شیل از او پشتیبانی کرد. جانگ یونگ شیل طرح‌های مختلفی برای ساعت آبی ابداع کرد. همچنین او یک حلقه دار (اسطرلاب کروی) و ساعت آفتابی ساخت و چاپ فلزی را ابداع کرد، اما از همه مهم‌تر، شگفت‌آورترین اختراعش را در سال ۱۴۴۲ معرفی کرد، اولین باران سنج جهان، اما این باران سنج امروزه وجود ندارد و از بین رفته‌است. قدیمی‌ترین باران سنج موجود در شرق آسیا متعلق به دوره یئونگجو(۱۶۹۴–۱۷۷۶) یکی دیگر از پادشاهان چوسان است. در زمان سجونگ دو کتاب دربارهٔ طب سنتی کره‌ای نوشته شدند. این دو کتاب نشان دهنده این است که تلاش کره ای‌ها برای پیشرفت در طب سنتی از چین متمایز است.

## ادبیات
سجونگ به نحوه کشاورزی و تولید محصولات آن بسیار اهمیت می‌داد، به همین خاطر به کشاورزان اجازه داد که در شرایط سخت مالیات کمتری پرداخت کنند، به همین دلیل کشاورزان کمتر نگران منابع مالی و امرار معاش بودند و بیشتر به فکر کشت محصولات بیشتر و فروش آن‌ها بودند. همچنین گفته شده که پس از آن زمانی در قصر شاه سجونگ مقدار بسیار زیادی از منابع غذایی اضافه آمد و سجونگ آن هارا بین فقرا تقسیم کرد. در سال ۱۴۲۹ کتاب نونگسا جیکسئول گردآوری شد. این کتاب دربارهٔ نحوه کاشت و برداشت محصول و نحوه درمان خاک بود. نوشته‌های شخصی سجونگ بسیار مورد توجه است. همچنین از کتاب‌هایی که وی نوشته‌است می‌توان به کتاب معروف صدای پرواز اژدهایان، قسمتی از زندگی بودا، آهنگ ماه درخشان بر هزار رودخانه و واژه‌نامه تلفظ چینی-کره‌ای اشاره کرد.

## اختراع الفبای هانگول
سجونگ با اختراع الفبای هانگول عمیقاً تاریخ کره را تحت تأثیر قرار داد. تا قبل از اختراع هانگول، هانجا (الفبای چینی) مورد استفاده بود و فقط نجیب‌زادگان و اشراف می‌توانستند آن را برای خواندن و نوشتن فرا گیرند. البته در آن زمان برای ارسال اسناد و مدارک اداری از الفبای هانومان نیز استفاده می‌شد. همچنین یادگیری دستور زبان هانجا سخت بود. سجونگ در نظر داشت با خلق یک الفبا مختص کره هویت فرهنگی محکمی برای کره ایجاد کند. او ۲۸ حرف الفبا را اختراع کرد، این حروف مبنی بر الگوهای ساده شده شکل تلفظ حروف در اندام‌های گویایی انسان همچون دهان، زبان و دندان است زیرا سجونگ قصد داشت با اختراع این الفبا تمامی مردم از طبقات مختلف بتوانند بخوانند و بنویسند. در سال ۱۴۴۳ الفبا تکمیل شد و در سال ۱۴۴۶ به همراه یک کتاب راهنمای ۳۳ صفحه‌ای که حروف الفبا را معرفی می‌کرد و اندیشه‌های فلسفی پشت آن را بیان می‌کرد؛ بنابراین مردم می‌توانستند پس مدتی مطالعه کتاب بتوانند بخوانند و بنویسند. البته پس از اختراع الفبا، شاه سجونگ با مخالفت مدرسان اندیشه‌های کنفسیوس مواجه شد، زیرا آنان می‌گفتند که کتاب‌های کنفسیوس به الفبای هانجا نوشته شده‌است و با این کار کسی نمی‌تواند آن را بخواند.

## مرگ و میراث
سجونگ در سال ۱۴۵۰ به خاطر بیماری دیابت از دنیا رفت. او قبل از مرگ، پسر اولش مونجونگ را به ولیعهدی انتخاب کرد. سجونگ می‌دانست مونجونگ به دلیل بیماری‌اش زیاد عمر نخواهد کرد، به همین خاطر در بستر مرگ از نزدیکانش خواست تا پس از مرگ پسرش، از نوه‌اش دانجونگ حمایت کنند. مونجونگ بعد از دو سال سلطنت از دنیا رفت و پسر دوازده ساله‌اش دانجونگ به سلطنت رسید. با به سلطنت رسیدن دانجونگ ثبات سیاسی کشور از بین رفت و اوضاع آشفته شد. پسر دوم سجونگ، سجو خواهان سلطنت بود. پس از برادرزاده‌اش را از سلطنت خلع و تبعید کرد و ۶ نفر از وزرای با کفایت دوران پدرش را به دلیل حمایت از دانجونگ و تلاش برای برگرداندن سلطنت به او اعدام کرد. در کره امروزی، نام یک خیابان و مرکز هنرهای نمایشی در سئول به نام سجونگ است.